# Chionaema dinawa
Chionaema dinawa är en fjärilsart som beskrevs av Bethune-Baker 1904. Chionaema dinawa ingår i släktet Chionaema och familjen björnspinnare. Inga underarter finns listade i Catalogue of Life.